# Charles H. Zimmerman
Charles Horton Zimmerman (1908 – 5 tháng 5 năm 1996), là một kỹ sư hàng không. Ông là người đã tham gia phát triển chế tạo nhiều máy bay thử nghiệm nổi tiếng. Ông cũng là người đi tiên phong trong khái niệm "thân nâng" trong ngành hàng không, cùng với khái niệm máy bay cất hạ cánh thẳng đứng/trên đường băng ngắn.

## Khởi đầu

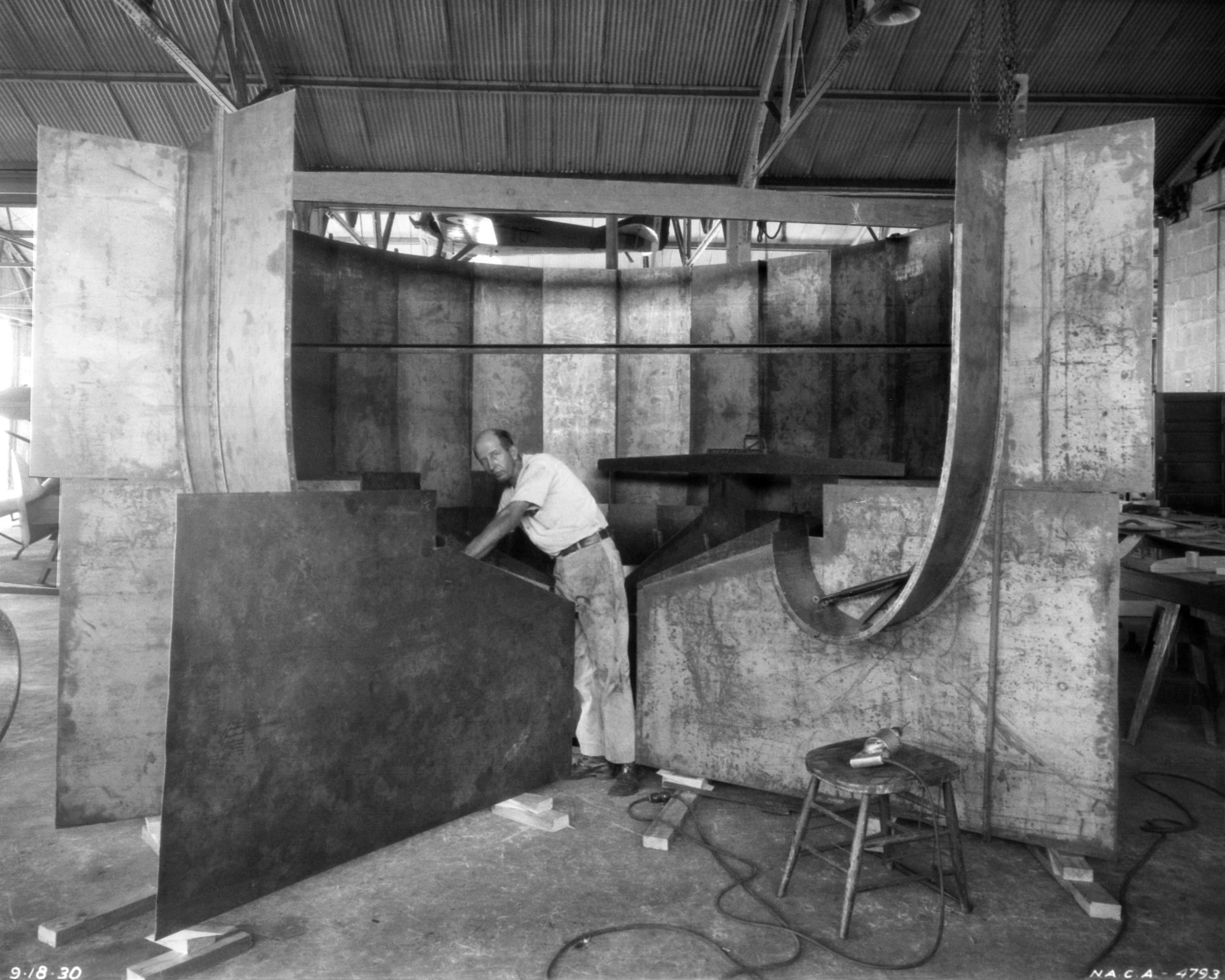
Đường hầm gió thẳng đứng cao 5 foot (1,524m) được chế tạo để thử nghiệm các đặc tính quay của máy bay. Đây là đường hầm gió miệng hở, có vận tốc gió thử nghiệm đạt 80 dặm/h. Charles H. Zimmerman, khi đó là kỹ sư của NACA, đã thiết kế đường hầm gió này từ năm 1928.

Zimmerman là kỹ sư tại Phòng thí nghiệm nghiên cứu hàng không thuộc Trung tâm nghiên cứu Langley vào những năm 1930s. Ông tham gia nhiều đề tài nghiên cứu, trong đó có tải trọng tác động lên máy bay, biên dạng cánh, và độ ổn định của máy bay. Trong khoảng thời gian này, ông cũng suy nghĩ về những khía cạnh mới hơn của chuyến bay, đặc biệt là cách duy trì sự ổn định. Ông đưa ra giả thuyết rằng phản xạ cân bằng tự nhiên của một người có thể đủ để điều khiển các phương tiện bay rất nhỏ, một khái niệm mà ông gọi là "kiểm soát động học". Ông cũng quan tâm đến nguyên lý mà từ đó dẫn đến việc thiết kế máy bay có khả năng cất hạ cánh thẳng đứng hoặc trên đường băng ngắn.

## Phương tiện bay mới
Những nghiên cứu của Zimmerman  đưa ra thiết kế một loại máy bay mới có thân tròn, phẳng, có cánh ngắn, thân máy bay là bề mặt nâng. Vào những năm 1940, Zimmerman cùng với Hải quân Mỹ đã bắt đầu nghiên cứu ý tưởng về loại máy bay mới này, dẫn đến sự ra đời của chiếc máy bay thử nghiệm Vought XF5U.
Vào năm 1953, Hiller Aircraft ký hợp đồng với Viện nghiên cứu Hải quân Mỹ để kết hợp nhiều ý tưởng thiết kế, bao gồm cả học thuyết "kinesthetic" của Zimmerman, để chế tạo một chiếc máy bay thử nghiệm. Dự án được tiến hành trong bí mật. Năm 1954, một phiên bản thử nghiệm được chế tạo. Năm 1956, quân đội Mỹ đã ký hợp đồng chế tạo chiếc máy bay thử nghiệm lớn hơn, chiếc VZ-1 Pawnee.

## Giải thưởng
- Wright Brothers Medal in 1956[9]
- Dr. Alexander Klemin Award in 1956 from the American Helicopter Society